# Staafkerk van Lom
De staafkerk van Lom ligt in het Noorse plaatsje Fossbergom, in de gemeente Lom. Hij is gebouwd op een zanderige vlakte boven de rivier Otta. Deze staafkerk is vermoedelijk voor 1160 gebouwd. De kerk had van oorsprong een rechthoekige vorm en heeft vier staanders (staven). De oorspronkelijke ramen waren klein en rond. Deze ramen worden ook wel ossenogen genoemd.
Van het oorspronkelijke interieur is weinig behouden. De middeleeuwse muurschildering is door latere overschilderingen ernstig beschadigd. Vermoedelijk stamt de zuidelijke paal nog uit de middeleeuwen. De kerk bevat enkele runeninscripties: In de noordoostelijke hoek van de staafkerk is de runeninscriptie "Ik ben helemaal bovenin geweest, zover als je maar kunt komen" geritst. In de dwarsbalk van de triforium staat de runeninscriptie "Ik heb het werk van 2 man gedaan". Deze inscriptie wordt gedateerd op de tweede helft van de 12de eeuw en is waarschijnlijk door een van de bouwers gemaakt.
De staafkerk werd in de middeleeuwen druk bezocht. De pestepedemie in 1349 maakte hieraan een einde. Door gebrek aan mensen en financiële middelen raakte de kerk in verval. In 1608 werd de kerk voor het eerst verbouwd. De voorheen rooms-katholieke kerk werd een lutherse kerk. Er wordt een vlak plafond aangebracht en het geheel werd door een onbekende kunstenaar voorzien van versieringen. In 1634 werd vanwege ruimtegebrek de kerk aan de westkant uitgebreid. In 1663 vindt er weer een verbouwing plaats en worden er aan de noord- en zuidzijde uitgebreid. Deze uitbreiding werd geleid door Werner Olsen die in het midden een toren liet bouwen met een hoge torenspits en vier kleine torentjes eromheen.
De staafkerk is verscheidende malen gerestaureerd: in de jaren 1830 en 1850 en in 1973.